# Приозерний (Ульяновська область)
Приозерний (рос. Приозерный) — селище в Бариському районі Ульяновської області Російської Федерації.
Населення становить 656 осіб. Входить до складу муніципального утворення Живайкинське сільське поселення.

## Історія
Від 2004 року входить до складу муніципального утворення Живайкинське сільське поселення.

## Населення
| 2010 |
| ---- |
| 656  |